# Abedin (cráter)
Abedin es un cráter de impacto de 116,23 km de diámetro del planeta Mercurio. Debe su nombre al pintor de Bangladés Zainul Abedin (1914-1976), y su nombre fue aprobado por la  Unión Astronómica Internacional en 2009.
Exhibe una estructura de cráter complejo con una superficie lisa, una pared con mucha pendiente y un pico central complejo. Las cadenas de cráteres más pequeños que rodean Abedin son cráteres secundarios formados por el material expulsado del impacto inicial. La sección noroccidental del manto de eyecciones continuo de Abedin parece tener un reflectancia más baja que el resto del material adyacente alrededor del cráter. Este patrón sugiere que el material más oscuro residía a profundidad por debajo de la parte noroccidental del área del pre-impacto y fue excavado y depositado de nuevo durante la formación del cráter.